# Baptist Hoffmann

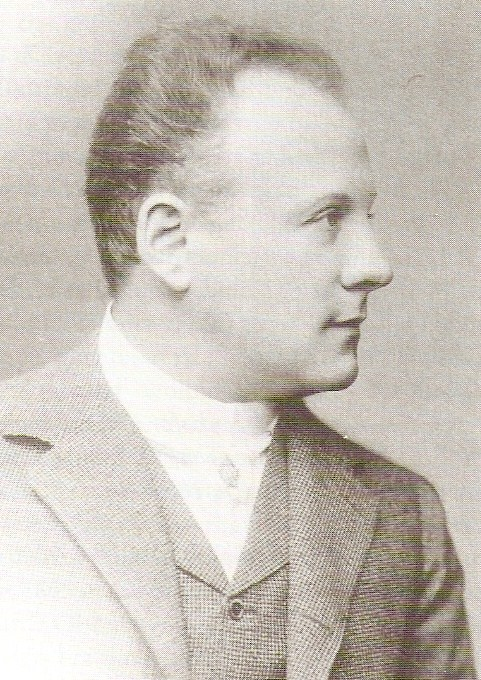
Baptist Hoffmann

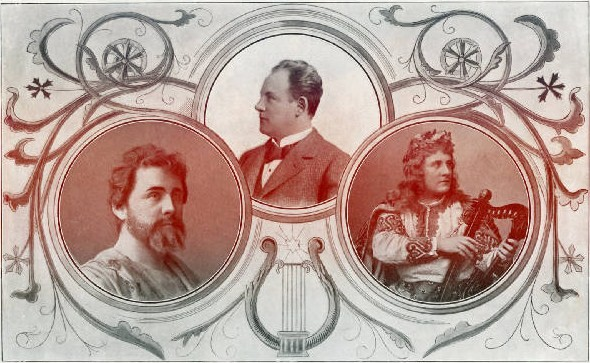
Künstlerpostkarte,
Hoffmann links als Odysseus,
rechts als Wolfram von Eschenbach

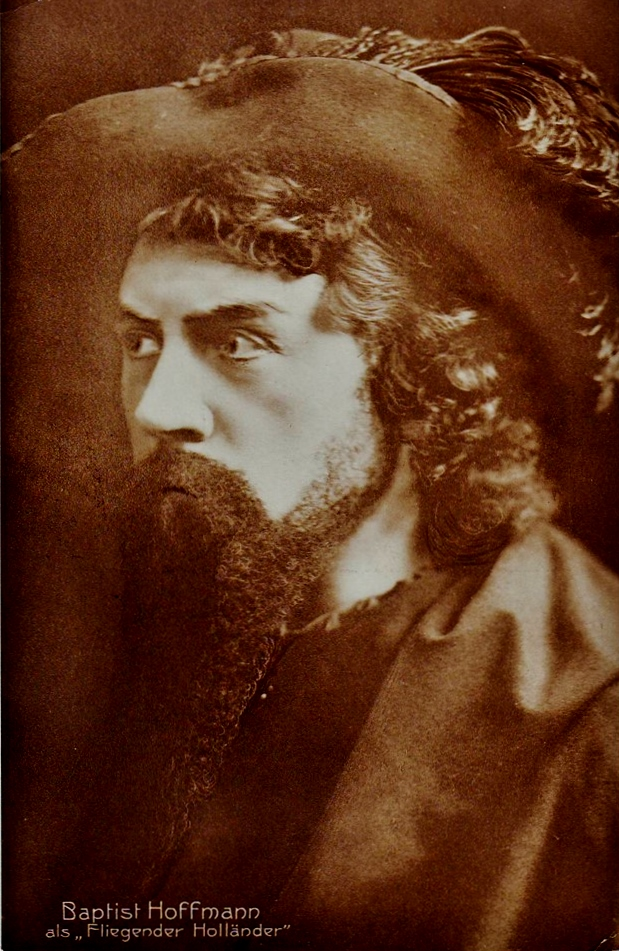
Hoffmann um 1885 als "Fliegender Holländer"

Johann Baptist Hoffmann (* 9. Juli 1863 in Garitz; † 5. Juli 1937 in Bad Kissingen) war ein deutscher Opernsänger (Bariton).

## Leben
Baptist Hoffmann war das fünfte Kind von Wolfgang Melchior Hoffmann († 20. November 1880), eines aus Ochsenfurt stammenden Inhabers eines Materialwarengeschäftes und nebenberuflichen Posaunisten im Kissinger Kurorchester und Margarethe Hoffmann, geb. Guck, einer talentierten Altsängerin im Kirchenchor, deren Vater in den Sommermonaten ein Fremdenhaus betrieb, in dem u. a. Friedrich Wieck, der Vater von Clara Schumann, logiert hatte. Nach dem Tod von Baptist Hoffmanns Vater wurde Margarethe Hoffmann, nachdem sie einer professionellen Sängerkarriere ihres Sohnes zunächst skeptisch gegenübergestanden hatte, die künstlerische Betreuerin ihres Sohnes.
Obwohl in München August Kindermann und andere Gesangslehrer Baptist Hoffmann als ungeeignet für den Operngesang beurteilt hatten, konnte er eine Ausbildung an der Gesangsschule Weinlich-Tipka in Graz beginnen. Nach 16 Monaten Studium erlebte Baptist Hoffmann erste Erfolge bei einer Wohltätigkeitsveranstaltung in Graz sowie im Musikverein Cilli in einer Oper von Conradin Kreutzer.
Daraufhin bekam er ein Engagement im Grazer Opernhaus, wo der Valentin in Charles Gounods Faust sowie die Hauptrolle in Richard Wagners Der Fliegende Holländer zu seinen weiteren Erfolgen gehörten. Im Jahr 1890 wollte der Intendant der Deutschen Oper in New York Baptist Hoffmann verpflichten, jedoch ohne Erfolg, da Baptist Hoffmann seit September 1888 ein vierjähriges Engagement am Kölner Stadttheater laufen hatte. Der Ruf an die Bayreuther Festspiele durch Cosima Wagner schlug fehl, als sich herausstellte, dass Hoffmann nicht, wie ursprünglich vereinbart, den Wolfram von Eschenbach im Tannhäuser, sondern den Alberich im Ring des Nibelungen singen sollte. In den Jahren 1892 und 1893 verfeinerte Hoffmann seine Fähigkeiten bei Julius Stockhausen in Frankfurt am Main.
Als Baptist Hoffmann sich am Stadttheater von Hamburg und Altona verpflichten ließ, hatte sich sein Ruf schon im gesamten Deutschen Reich verbreitet. Ab dem Sommer 1895 gab Hoffmann auf Initiative des Berliner Generalintendanten Graf Bolko von Hochberg Gastspiele als Hans Sachs in den Meistersingern von Nürnberg und – nach Auftritten in ganz Deutschland sowie Österreich und Holland – als Lysiart in Carl Maria von Webers Euryanthe. Nach der sofortigen Verehrung durch das Publikum in Berlin, das ihn mit seinem Vorgänger Franz Betz verglich, ließen ihm nach anfänglichen Zögern auch die Kritiker ihre Anerkennung zuteilwerden. Hoffmann wäre im Jahr 1897 beinahe mit Gustav Mahler, dem damaligen Kapellmeister an der Hamburger Oper, an die Wiener Hofoper gewechselt, war aber bereits an sein folgendes Engagement an die Berliner Hofoper gebunden.

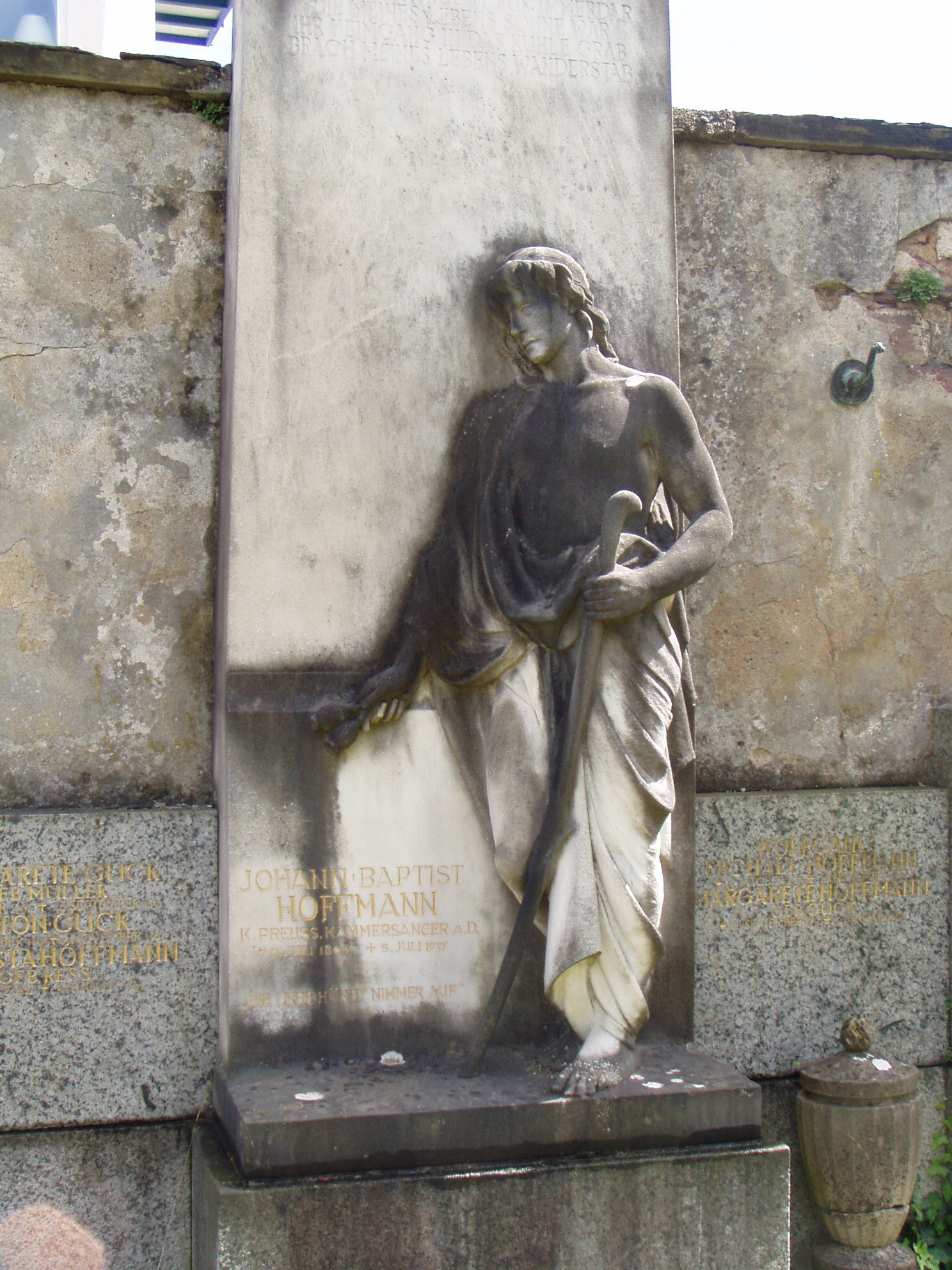
Hoffmann-Grabmal
(Kapellenfriedhof, Bad Kissingen)

Als im Jahr 1908 der Tod seiner Mutter ihn in eine tiefe Lebenskrise stürzte, wollte Hoffmann nach dem für 1910 angesetzten Auslaufen seines Engagements in Berlin den Gesang aufgeben, fand aber durch einen längeren Aufenthalt auf Schloss Hornegg am Neckar zu neuer Energie. So trat er im November 1910 als Spielmann in Engelbert Humperdincks Oper Königskinder auf, nachdem Humperdinck auf der Besetzung der Rolle mit Hoffmann bestanden hatte. Aus den zunächst elf geplanten Aufführungen wurde ein Engagement bis zum Jahr 1915.
Nach Ende seiner Bühnenlaufbahn im Jahr 1919 begann Hoffmann, junge Sänger auszubilden. Zunächst konnte er von seinem Vermögen leben, doch zwang ihn die Inflation nach dem Ersten Weltkrieg, auch zum Zwecke des Lebensunterhaltes Unterricht zu geben. Im Herbst 1928 wurde er an das Sternsche Konservatorium berufen.
Hoffmanns letzter öffentlicher Auftritt fand im Rahmen einer Wohltätigkeitsveranstaltung zur Instandsetzung der Orgel der Bad Kissinger Herz-Jesu-Stadtpfarrkirche statt. Am 5. Juli 1937 starb Baptist Hoffmann während eines Kuraufenthaltes in Bad Kissingen beim Gespräch mit einem Freund an einem Herzschlag. Sein Grab befindet sich auf dem Bad Kissinger Kapellenfriedhof.
Im Archiv der Berliner Hochschule für Musik befinden sich Schallplatten mit Gesangsaufnahmen von Baptist Hoffmann. Im Jahr 1995 erschien bei Diji-Rom, New York, IRCC CD 815, eine CD mit Hoffmanns Rolle als Bürgermeister in Ruggero Leoncavallos Der Roland von Berlin.

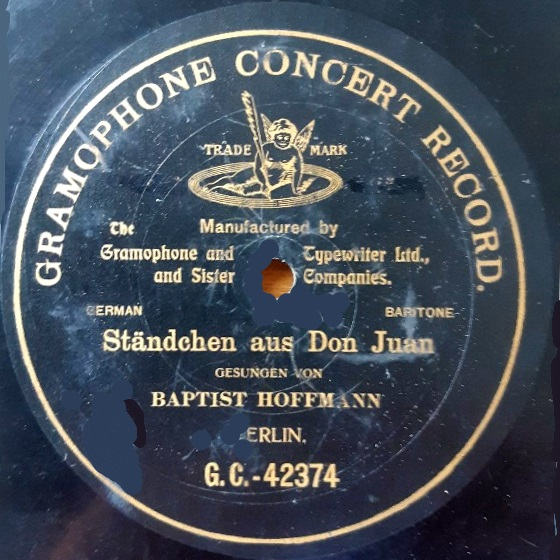
Eine der ersten Schallplatten von Baptist Hoffmann (Berlin 1901)

Baptist Hoffmann hinterließ Schallplatten auf G&T (Berlin 1901, 1905–07), Columbia (Berlin 1904), Odeon (Berlin 1905), Zonophone (Berlin 1909), Pathé (Berlin 1909) und Parlophon (Berlin 1911–12).

## Repertoire (Auswahl)
Zu Baptist Hoffmanns insgesamt 103 Rollen, die sowohl das lyrische als auch das heroische Opernfach abdeckten, gehörten u. a.:
- Amonasro (Aida, Giuseppe Verdi)
- Bürgermeister (Der Roland von Berlin, Ruggero Leoncavallo)
- Figaro, der Barbier (Der Barbier von Sevilla, Gioachino Rossini)
- Freudhofer (Der Evangelimann, Wilhelm Kienzl)
- Friedrich von Telramund (Lohengrin, Richard Wagner)
- Hans Heiling (Hans Heiling, Heinrich Marschner)
- Hans Sachs (Die Meistersinger von Nürnberg, Richard Wagner)
- Hans Stadinger, Waffenschmied (Der Waffenschmied, Albert Lortzing)
- Der Holländer (Der Fliegende Holländer, Richard Wagner)
- Jago (Otello, Giuseppe Verdi)
- Lothario (Mignon, Ambroise Thomas)
- Lysiart (Euryanthe, Carl Maria von Weber)
- Nelusco (Die Afrikanerin, Giacomo Meyerbeer)
- Orestes (Elektra, Richard Strauss)
- Papageno (Die Zauberflöte, Wolfgang Amadeus Mozart)
- Pizarro (Fidelio, Ludwig van Beethoven)
- Rigoletto (Rigoletto, Giuseppe Verdi)
- Simeon (Joseph in Ägypten, Étienne-Nicolas Méhul)
- Der Spielmann (Königskinder, Engelbert Humperdinck)
- Valentin (Faust, Charles Gounod)
- Wolfram von Eschenbach (Tannhäuser und der Sängerkrieg auf Wartburg, Richard Wagner)

## Ehrungen
Im Jahr 1913 wurde Baptist Hoffmann aus Anlass seines 25-jährigen Bühnenjubiläums der seltene Titel „Königlicher Preußischer Kammersänger“ verliehen.
Im Bad Kissinger Stadtteil Garitz ist eine Straße nach ihm benannt.

### Belege
- Musik lag ihm im Blut. In: Peter Ziegler: Prominenz auf Promenadenwegen. Kaiser, Könige, Künstler, Kurgäste in Bad Kissingen. Verlag Ferdinand Schöningh, Würzburg 2004, ISBN 3-87717-809-X, S. 256–262.

### Weiterführende Literatur
- Carlos Droste: Baptist Hoffmann, „Bühne und Welt“, Leipzig-Berlin-Wien 1908
- Georg Hoffmann-Küsel: Baptist Hoffmann, ein Leben für die Kunst, Dünnebeil Verlag, Berlin 1949
- Karl Kutsch: Großes Sängerlexikon, Band 1, München 1991
- Deutsche Biographische Enzyklopädie, München 1997
- Gerhard Wulz: Der Kapellenfriedhof in Bad Kissingen. Ein Führer mit Kurzbiografien, Bad Kissingen 2001, ISBN 3-934912-04-4